# ألبرت تاكر (رسام)
ألبرت تاكر (بالإنجليزية: Albert Tucker) هو رسام أسترالي، ولد في 29 ديسمبر 1914 في ملبورن في أستراليا، وتوفي بنفس المكان في 23 أكتوبر 1999.